# 오세훈 (축구 선수)
오세훈(吳世勳, 1999년 1월 15일~)은 대한민국의 축구 선수로 포지션은 공격수이다. 현재 마치다 젤비아와 대한민국 축구 국가대표팀 소속으로 활동하고 있다.

## 어린 시절
인천광역시 연수구 연수동에서 태어났다. 울산 현대중학교 2학년 때까지 센터백으로 활약하다 중학교 3학년 때 최전방 공격수로 전향한 이후울산 현대고등학교에 진학하여 팀의 주축 선수로 활약하며 2017 시즌 5관왕(전국고교축구대회, 전-후기 K리그 주니어, 전국체전, 후반기 왕중왕전)을 이끌어냈으며 이러한 활약에 힘입어 베스트 영플레이어상까지 수상했다.

## 구단 경력

### 울산 현대 1기
2017년 말 진행된 2018 K리그 자유선발에서 울산 현대에 지명되어 입단한 뒤 전북 현대 모터스와의 2018년 K리그1 개막전에서 프로 데뷔전을 치른 후 공식전 4경기에 출전했다.

### 아산 무궁화
2018 시즌 후 K리그2의 아산 무궁화로 임대 이적하여 전남 드래곤즈와의 2019년 K리그2 개막전에서 프로 데뷔골을 터뜨리는 등 2019 시즌 리그 30경기 7골을 기록했다.

### 김천 상무
2019년 12월 2일 친정팀인 울산으로 복귀했다가 U-20 대표팀 동료인 전진우, 울산 팀 동료인 이명재, 박용우와 함께 상무에 최종 합격하며 입대를 확정지었고 2021년 6월 23일 전역할 때까지 김천 상무에서 17경기 4골 2어시스트를 기록하며 2020년 K리그1 4위라는 상무 축구단 역사상 K리그1 역대 최고 성적에 일조했다.

### 울산 현대 2기
1년 6개월간의 군 복무를 마치고 친정팀인 울산으로 복귀한 뒤 V리그 1의 비엣텔 FC와의 2021년 AFC 챔피언스리그 F조 조별리그 1차전에서 후반 31분 김성준과의 교체 투입을 통해 울산 복귀전을 치렀다.
이후 울산 소속으로 2021 시즌 공식전 29경기 10골 4어시스트로 개인 커리어 최고 성적을 남기며 2021년 K리그1 준우승, 2021년 FA컵 준결승, 2021년 AFC 챔피언스리그 준결승 진출 등에 기여하며 울산의 믿을맨으로서의 임무를 확실히 수행했다.

### 시미즈 에스펄스
2022년 2월 4일 일본 J1리그의 시미즈 에스펄스로 이적했지만 8월 10일 훈련 도중 전치 3개월의 부상에 발목이 잡혀 사실상 시즌 아웃되고 말았고 팀도 J1리그 2022에서 17위에 그치며 차기 시즌 2부 리그로 강등되는 수모를 겪었다.

## 국가대표팀 경력

### 대한민국 U-17 축구 국가대표팀
대한민국 U-17 대표팀 소속으로 2015년 FIFA U-17 월드컵 본선 엔트리에 합류하여 팀의 16강 진출을 이끌었지만 16강에서 벨기에에 0-2로 패하며 8강 진출이 좌절되었다.

### 대한민국 U-20 축구 국가대표팀
2018년 툴롱컵에 참가하여 7위의 성적을 남긴 뒤 2달 후 알파인컵에 출전했고 같은 해에 열린 2018년 AFC U-19 챔피언십에서 팀의 준우승을 이끌었으며 이듬해에 열린 2019년 FIFA U-20 월드컵에서는 7경기 2골을 기록하며 대한민국의 사상 첫 U-20 월드컵 준우승의 쾌거에 기여했다.

### 대한민국 U-23 축구 국가대표팀
2019년 U-23 대표팀 첫 합류 이후 2020년 하계 올림픽 아시아 지역 예선을 겸한 2020년 AFC U-23 챔피언십 본선 6경기 중 4경기에서 2골을 터뜨리며 대한민국의 사상 첫 U-23 아시안컵 우승이자 9회 연속 올림픽 본선 진출에 기여한 것은 물론 폭스 스포츠 아시아로부터 대회 베스트 11에 선정되는 영예를 안았다.
그러나 브라질과 가나와의 올림픽 대표팀 평가전 이후 2차 소집 명단에서 제외되며 생애 첫 올림픽 본선 출전이 불발되는 아픔을 겪었고 2022년 AFC U-23 아시안컵 본선에서는 일본과의 8강전에 교체 투입되었지만 결정적인 헤더 찬스를 놓치는 등 이렇다할 활약을 펼치지 못하면서 팀의 사상 첫 U-23 아시안컵 8강 탈락에 일조하고 말았다.

## 학력
- 인천안남초등학교 (전학)
- 인천석남서초등학교 (2012년 졸업)
- 현대중학교 (2015년 졸업)
- 현대고등학교 (2018년 졸업)

## 예능
- 2019년 7월 3일 MBC 《황금어장 라디오스타》 624회

## 경력 통계

### 국가대표팀 득점 기록
| # | 경기일     | 경기장소               | 상대팀   | 득점  | 결과  | 비고                                    |
| - | ---------- | ---------------------- | -------- | ----- | ----- | --------------------------------------- |
| 1 | 2024/10/15 | 대한민국, 용인         | 이라크   | 1 – 0 | 3 – 2 | 2026년 FIFA 월드컵 아시아 지역 3차 예선 |
| 2 | 2024/11/14 | 쿠웨이트, 쿠웨이트시티 | 쿠웨이트 | 1 – 0 | 3 – 1 | 2026년 FIFA 월드컵 아시아 지역 3차 예선 |

## 수상

### 구단
울산 현대
- K리그1 : 준우승 (2021)
- FA컵 : 4강 (2021)
- AFC 챔피언스리그 : 4강 (2021)

김천 상무
- K리그1 : 4위 (2020)

### 국가대표팀
대한민국 U-20
- AFC U-20 아시안컵 : 준우승 (2018)
- FIFA U-20 월드컵 : 준우승  (2019)

 대한민국 U-23
- AFC U-23 아시안컵 : 우승  (2020)

### 개인
- 2017 베스트 영플레이어상 (남자)
- AFC U-23 베스트11 : 2020